# Ácido 3,5-dinitrosalicílico
El ácido 3,5-dinitrobenzoico (DNS) es un compuesto orgánico aromático. 

## Síntesis
Para la síntesis del DNS, puede llevarse a cabo una nitración del ácido salicílico, con el ácido nítrico como agente nitrante.

## Usos
El DNS se emplea en la determinación de azúcares reductores con los que reacciona, formando ácido 3-amino-5-nitrosalicílico, el cual tiene un máximo de absorción a una longitud de onda de 540 nm. En la reducción del ácido 3,5-dinitrosalicílico, la disolución pasa de un color amarillento a un color anaranjado-rojizo.